# 21438 Camibarnett
21438 Camibarnett è un asteroide della fascia principale. Scoperto nel 1998, presenta un'orbita caratterizzata da un semiasse maggiore pari a 2,4149264 UA e da un'eccentricità di 0,0815544, inclinata di 2,68387° rispetto all'eclittica.